# Warwick, New York
 Warwick är en ort i Orange County, New York i delstaten New York, USA.